# Psyrassa nigroaenea
Psyrassa nigroaenea är en skalbaggsart som beskrevs av Bates 1892. Psyrassa nigroaenea ingår i släktet Psyrassa och familjen långhorningar. Inga underarter finns listade i Catalogue of Life.